# Manduca muscosa
Manduca muscosa ist ein Schmetterling (Nachtfalter) aus der Familie der Schwärmer (Sphingidae).

## Merkmale
Die Falter haben eine Vorderflügellänge von 45 bis 62 Millimetern, wobei die Weibchen in der Regel größer sind. Die Falter haben einfarbig grünlich grau gefärbte Vorderflügel, mit wenig Musterung. Ein auffälliger weißer Diskalfleck ist ausgebildet. Mit diesen Merkmalen ist die Art in Nordamerika unverwechselbar. Die Falter sind wenig variabel. Lediglich die Grundfarbe kann von hellgrau bis dunkelgrau variieren. Die Hinterflügel tragen schwarze Binden und einen schwarzen Fleck an der Basis.

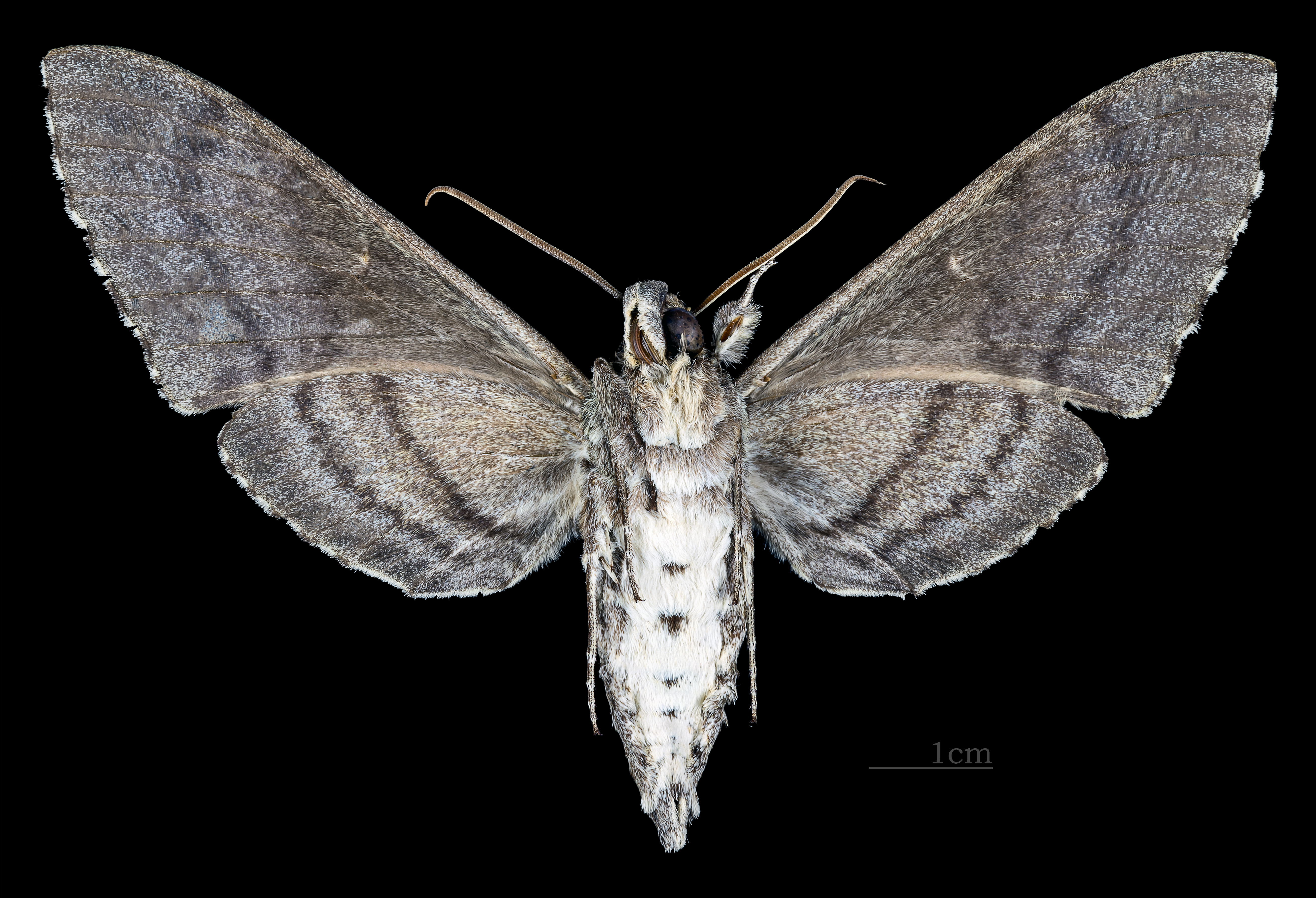
♂ △
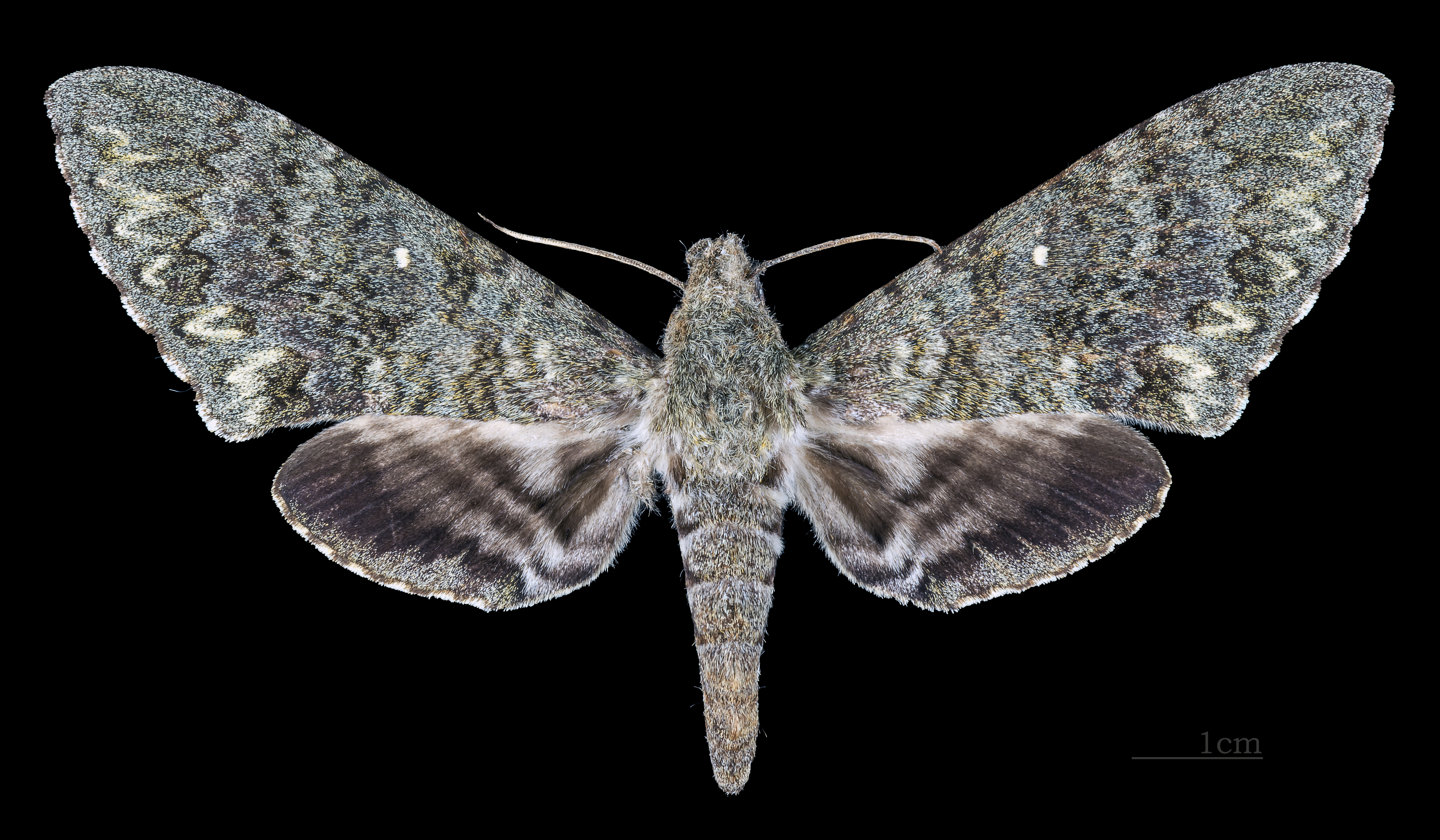
♀
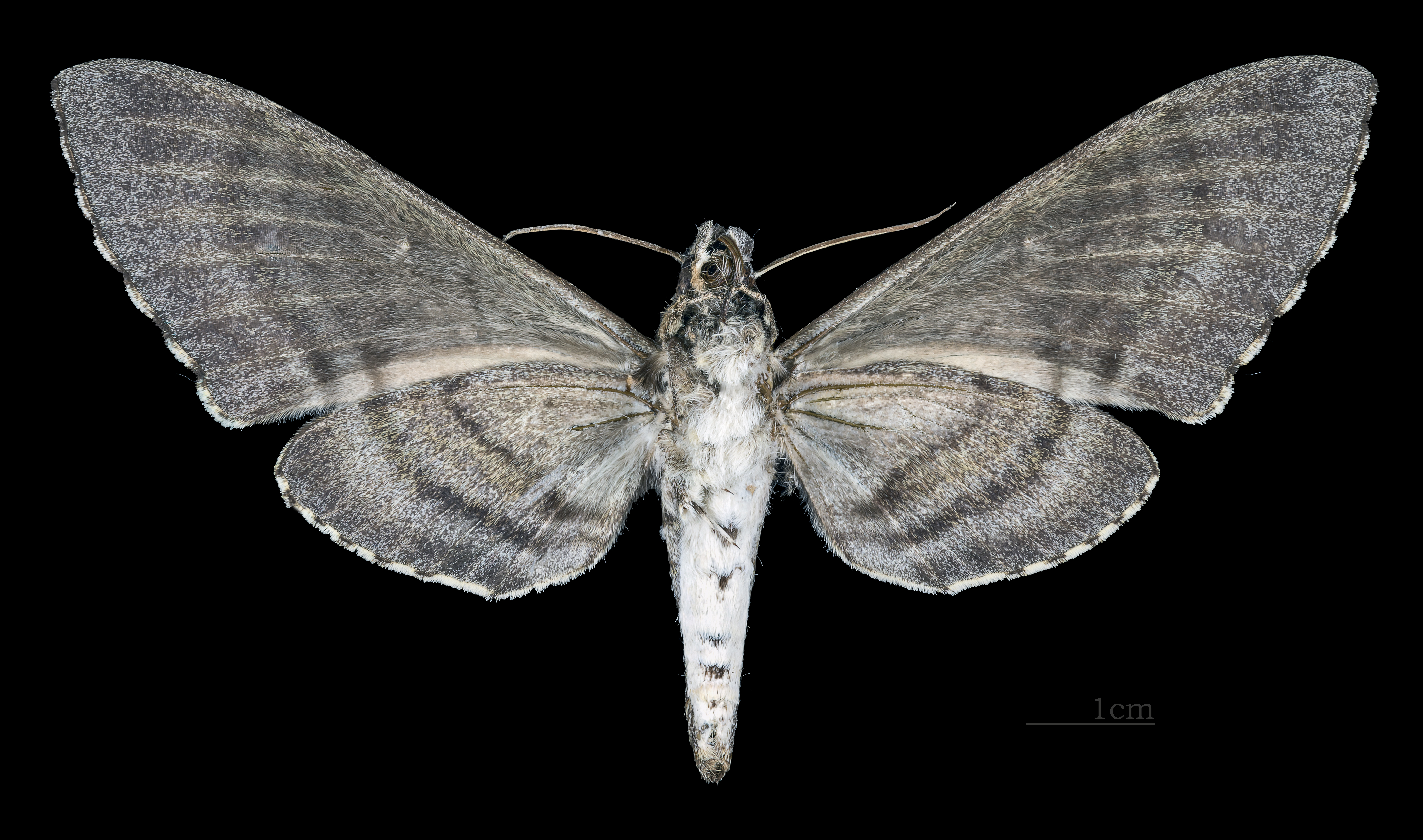
♀ △

Die Raupen sind in allen Stadien auffällig blassgrün gefärbt. Am Thorax ist der Rücken buckelig erweitert, ihr Analhorn ist lang und kräftig. Der Körper ist mit kurzen, weißen Sekundärborsten bedeckt, wodurch die Körperoberfläche granuliert wirkt. Sie ähnelt damit der Oberfläche der Blätter der Nahrungspflanzen. Die Raupen tragen auf den Seiten des Körpers je sieben weiße Schrägstreifen, die zum Rücken hin dunkler grün gerandet sind.
Die Puppe ist dunkel rotbraun und eine glatte Körperoberfläche. Die kurze Rüsselscheide liegt frei. Der verhältnismäßig kurze Kremaster ist breit und endet in einer Doppelspitze.

## Vorkommen
Die Art ist im Norden ihres Verbreitungsgebiets, in den Vereinigten Staaten, nur aus dem Südosten Arizonas bekannt, doch geht man davon aus, dass sie auch im Südwesten von New Mexico vorkommt. Südlich ist die Art über Mexiko bis zumindest Costa Rica in Mittelamerika verbreitet.
Manduca muscosa besiedelt in Arizona Canyons und Schwemmland in den Bergregionen des Südostens, wo die Sommerregenfälle das Wachstum von Korbblütlern (Asteraceae) begünstigen.

## Lebensweise
Die Falter schlüpfen abends und werden noch in derselben Nacht aktiv. Sie werden stark von Lichtquellen angezogen.

### Flug- und Raupenzeiten
Die Tiere fliegen in den Vereinigten Staaten in einer Generation von Juni bis Anfang September. In Costa Rica kann man sie von Mai bis November beobachten.

### Nahrung der Raupen
Die Raupen ernähren sich in den Vereinigten Staaten ausschließlich von Korbblütlern (Asteraceae) wie beispielsweise von Sonnenblume (Helianthus annuus), Helianthus petiolaris oder Viguiera cordifolia. Diesen drei Korbblütlern ist gemeinsam, dass sie sehr faserige und raue Blätter haben. Ansonsten sind Raupen an Verbesina gigantea, Lasianthaea fruticosa, Viguiera dentata und Eupatorium albicaule, aber auch an Lantana camara aus der Familie der Eisenkrautgewächse (Verbenaceae) nachgewiesen worden. Sie fressen vermutlich aber auch an Nachtschattengewächsen (Solanaceae) und sind an Trompetenbaumgewächsen (Bignoniaceae) nachgewiesen worden, wie beispielsweise an Jacaranda caroba.

## Entwicklung
Die Weibchen legen ihre Eier einzeln an der Ober- und Unterseite der Blätter der Raupennahrungspflanzen ab. Es gibt Jahre, in denen sehr viele oder sehr wenige Eier abgelegt werden. Sehr viele Eier werden parasitiert, wodurch bis zu 95 % der Population ausfallen. Die jungen Raupen ruhen auf der Mittelrippe auf der Unterseite von Blättern. Anders als von manchen Autoren behauptet sind die älteren Raupen nicht ausschließlich nachtaktiv, sondern fressen auch tagsüber. Dieses andauernde Fressen ist vermutlich durch die begrenzten Nahrungsressourcen bedingt, da die Pflanzen sich einerseits rasch entwickeln und ihre Futterqualität abnimmt, aber auch häufig von anderen Insekten gefressen werden. In Gefangenschaft verpuppen sich die Raupen einige Zentimeter tief in einer Kammer im Erdboden.

## Belege